# La Louvière
La Louvière (wallonisch El Lovire) ist eine Stadt in der belgischen Provinz Hennegau der frankophonen Wallonischen Region.

## Geographie
Sie ist die elftgrößte Stadt Belgiens, die fünftgrößte der Wallonie und liegt am Fluss Haine.
Die Gemeinde umfasst die Orte Haine-Saint-Paul, Haine-Saint-Pierre, Saint-Vaast, Trivières, Boussoit, Houdeng-Aimeries, Houdeng-Gœgnies, Maurage, Strépy-Bracquegnies und Besonrieux. Die heutige Gemeinde wurde 1977 durch Fusion dieser o. g. Orte mit dem Ort La Louvière gebildet.

## Geschichte
Im Mittelalter gehörte der Ort zur Herrschaft Saint-Vaast. Seit 1390 wurde hier Kohle gefördert. 1869 wurde La Louvière zu einer unabhängigen Stadt.
In den 1950er Jahren geriet der belgische Bergbau in eine Krise; seine Kohle konnte preislich nicht mit der aus den anderen fünf Mitgliedern der Montan-Union mithalten.

## Wirtschaft
Die heutige Vorstadt Haine-Saint-Pierre beherbergte ab 1838 eine Gießerei, die sich bis um 1900 zu einer renommierten Lokomotivenfabrik entwickelte; die Belgische Staatsbahn SNCB bezog einen Großteil ihrer schweren Dampflokomotiven aus Haine-Saint-Pierre. Von größerer wirtschaftlicher Bedeutung waren die Schiffshebewerke, die in den Hochzeiten der Kohleförderung eine Verbindung zwischen der Region Mons und der Nordsee über den Canal du Centre ermöglichten. Heute ist dieser Kanal nur noch von touristischer Bedeutung (siehe Absatz Sehenswürdigkeiten). 2002 wurden die Schiffshebewerke durch eine neue große Hebeanlage ersetzt, einen von weit her sichtbaren Blickfang dieser Region.
|  |  |

## Politik

### Stadtrat
- PTB: 8
- PS: 18
- Ecolo: 0
- LE: 9
- MR: 8
- FN: 0

Nach der Wahl wurde eine Koalition aus PS und MR eingegangen.
- PTB: 17
- PS: 116
- Ecolo: 9
- LE: 29
- MR: 32
- FN: 4
- Sonst.: 2

## Sehenswürdigkeiten
1998 nahm die UNESCO die vier alten Schiffshebewerke am Canal du Centre in die Liste des Weltkultur- und Naturerbes der Menschheit auf.
Das Écomusée Blois-du-Luc auf einem ehemaligen Bergbaugelände (seit 1685) bildet einen Schwerpunkt der Europäischen Route der Industriekultur (ERIH).

## Sport
Der örtliche Fußballverein R.A.A. La Louvière spielte von 2000 bis 2006 und ab der Saison 2025/26 wieder in der ersten belgischen Fußballliga und war 2003 Gewinner des belgischen Landespokals.

## Städtepartnerschaften
La Louvière pflegt Städtepartnerschaften mit
- Saint-Maur-des-Fossés in Frankreich
- Foligno in Italien
- Córdoba in Spanien
- Bojnice in der Slowakei
- Kalisz in Polen
- Aragona in Italien

## Söhne und Töchter der Stadt
- Robert Coppée (1895–1970), geboren in Haine-Saint-Pierre, Fußballspieler
- Maurice Baudoux (1902–1988), römisch-katholischer Erzbischof
- Éric Adam (* 1966), Comicautor
- Vincenzo „Enzo“ Scifo (* 1966), Fußballspieler
- Bruno Laurent (* 1975), Schachspieler
- Frédéric Krenc (* 1978), Jurist
- Maxime Authom (* 1987), Tennisspieler
- Nicolas De Crem (* 1990), Autorennfahrer
- Eden Hazard (* 1991), Fußballspieler
- Thorgan Hazard (* 1993), Fußballspieler
- Gabriel Lemoine (* 2001), Fußballspieler

## Einzelbelege
1. ↑  BE-A0524_705942_708932_FRE; Inventaire des archives du Contrôle du Cadastre de La Louvière / P.-J. Niebes. Staatsarchiv in Belgien, abgerufen am 23. Juni 2020 (französisch).
2. ↑  Der Spiegel 9/1959: Das Ende der Schonzeit
3. ↑  Ecomusée du Bois-du-Luc